# Дудка, Алексей Анатольевич
Алексе́й Анато́льевич Ду́дка (род. 8 февраля 1954) — советский легкоатлет, специалист по прыжкам с шестом. Выступал на всесоюзном уровне в 1970-х годах, бронзовый призёр чемпионатов СССР, победитель и призёр первенств всесоюзного значения. Представлял Ростов-на-Дону, спортивное общество «Трудовые резервы» и Вооружённые силы.

## Биография
Алексей Дудка родился 8 февраля 1954 года. Занимался лёгкой атлетикой в Ростове-на-Дону, выступал за добровольное спортивное общество «Трудовые резервы» и Советскую Армию.
Первого серьёзного успеха в прыжках с шестом добился в июне 1976 года, когда на всесоюзных соревнованиях в Харькове превзошёл всех соперников и завоевал золотую награду, установив при этом свой личный рекорд и ныне действующий рекорд Ростовской области — 5,45 метра.
В 1977 году с результатом 5,20 выиграл бронзовую медаль на зимнем чемпионате СССР в Минске, уступив только Владимиру Трофименко и Юрию Исакову. Позднее на летнем чемпионате СССР в Москве вновь прыгнул на 5,20 метра и так же стал бронзовым призёром — здесь его обошли Владимир Кишкун и Владимир Трофименко.